# Mistrzostwa Świata w Piłce Nożnej 2010 (eliminacje strefy AFC)/Grupa 5
W Grupie 5 eliminacji do MŚ 2010 biorą udział następujące zespoły:
- Iran
- Kuwejt
- Zjednoczone Emiraty Arabskie
- Syria

## Tabela
| Miejsce | Drużyna                      | Mecze | Punkty | Zwyc. | Rem. | Por. | Bramki |
| ------- | ---------------------------- | ----- | ------ | ----- | ---- | ---- | ------ |
| 1       | Iran                         | 6     | 12     | 3     | 3    | 0    | 7-2    |
| 2       | Zjednoczone Emiraty Arabskie | 6     | 8      | 2     | 2    | 2    | 7-7    |
| 3       | Syria                        | 6     | 8      | 2     | 2    | 2    | 7-8    |
| 4       | Kuwejt                       | 6     | 4      | 1     | 1    | 4    | 8-12   |

## Wyniki
| 6 lutego 2008 | Iran | 0-0(0-0) | Syria | Stadion Azadi, Teheran Widzów: 45 tys. Sędzia: Bashir |
|               |      |          |       |                                                       |

| 6 lutego 2008 | Zjednoczone Emiraty Arabskie · Al-Szehhi 14' · Khalel 53' | 2-0(1-0) | Kuwejt | Mohammed Bin Zayed Stadium, Abu Zabi Widzów: 19 tys. Sędzia: Irmatow |
|               |                                                           |          |        |                                                                      |

| 26 marca 2008 | Syria · Chaabo 2' | 1-1(1-0) | Zjednoczone Emiraty Arabskie · Al Junaibi 54' | Abbasiyyin Stadium, Damaszek Widzów: 35 tys. Sędzia: Sun |
|               |                   |          |                                               |                                                          |

| 26 marca 2008 | Kuwejt · Al Azemi 38' · Alrashidi 81' | 2-2(1-2) | Iran · Vahedi 2' · Hosseini 4' | Al Kuwait Sports Club Stadium, Kuwejt Widzów: 15 tys. Sędzia: Breeze |
|               |                                       |          |                                |                                                                      |

| 2 czerwca 2008 | Syria · Alhoussain 52' | 1-0(0-0) | Kuwejt | Abbasiyyin Stadium, Damaszek Widzów: 25 tys. Sędzia: Mujghef |
|                |                        |          |        |                                                              |

| 2 czerwca 2008 | Iran | 0-0(0-0) | Zjednoczone Emiraty Arabskie | Stadion Azadi, Teheran Widzów: 50 tys. Sędzia: Lee |
|                |      |          |                              |                                                    |

| 7 czerwca 2008 | Zjednoczone Emiraty Arabskie | 0-1(0-1) | Iran · Zandi 8' | Sheikh Khalifa International Stadium, Al-Ajn Widzów: 9 tys. Sędzia: Nishimura |
|                |                              |          |                 |                                                                               |

| 7 czerwca 2008 | Kuwejt · Al Azemi 2' 20' 63' · Jumah 57' | 4-2(2-2) | Syria · Al Khatib 10' 47' (+) | Thamer Stadium, As-Salimijja Sędzia: Al Hilali |
|                |                                          |          |                               |                                                |

| 14 czerwca 2008 | Kuwejt · Ahmad Al Azemi 52' 79' | 2-3(0-2) | Zjednoczone Emiraty Arabskie · Matar 23' 39' · Mohamed 90+1' | Thamer Stadium, As-Salimijja Widzów: 20 tys. Sędzia: Mohd Salleh |
|                 |                                 |          |                                                              |                                                                  |

| 14 czerwca 2008 | Syria | 0-2(0-0) | Iran · Rezaei 64' · Khalili 90+5' | Al-Abbasiyin, Damaszek Widzów: 25 tys. Sędzia: Tongkhan |
|                 |       |          |                                   |                                                         |

| 22 czerwca 2008 | Zjednoczone Emiraty Arabskie · Matar 80' (k) | 1-3(0-1) | Syria · Alhoussain 34' 51' · Al Kahtib 99' | Sheikh Khalifa International Stadium, Al-Ajn Sędzia: Shield |
|                 |                                              |          |                                            |                                                             |

| 22 czerwca 2008 | Iran · Nekounam 17' · Rezai 92' | 2-0(1-0) | Kuwejt | Stadion Azadi, Teheran Sędzia: Sun |
|                 |                                 |          |        |                                    |